# كعكة البائس

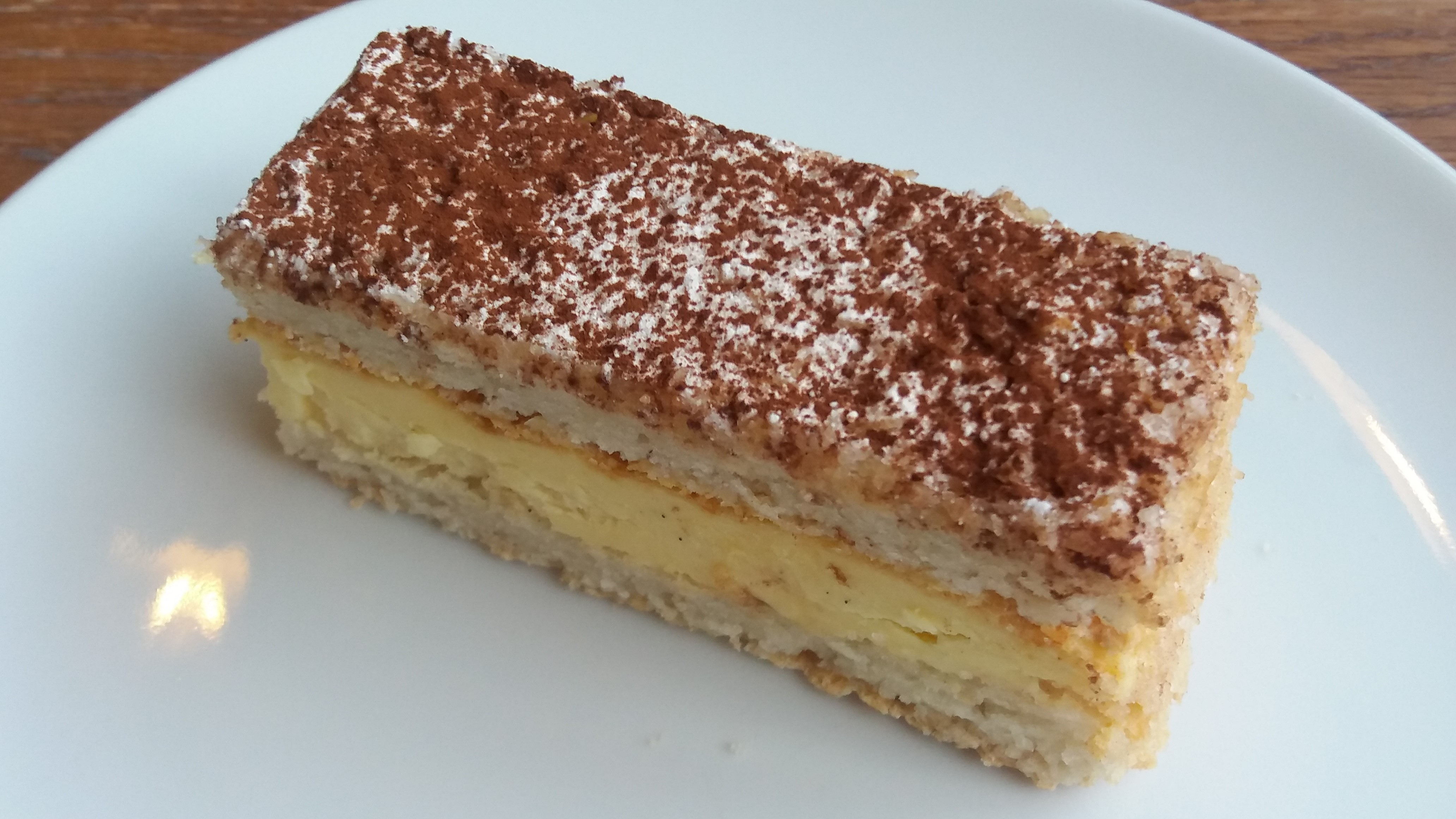
كعكة البائس

كعكة البائس أو (نقحرة: مِزِرابل) (بالفرنسية: Misérable) هي نوع من كعكة اللوز الإسفنجية وهي وصفة بلجيكية تقليدية. تحشى الكعكة بالحلوى الشحمية المصنوع عن طريق خفق شراب السكر الساخن في رغوة بياض الآح. قاعدة الكعكة مصنوعة من اللوز ، المعروف باسم بَسكوِيت جُكُند joconde.